# Eusphaeriodesmus angustus
Eusphaeriodesmus angustus är en mångfotingart som först beskrevs av Pocock 1909.  Eusphaeriodesmus angustus ingår i släktet Eusphaeriodesmus och familjen Sphaeriodesmidae. Inga underarter finns listade i Catalogue of Life.